# 西緑丘
西緑丘（にしみどりがおか）は、大阪府豊中市の町丁の一つ。現行行政地名は西緑丘一丁目から西緑丘三丁目。郵便番号は560-0005。住居表示実施済み地域。

## 地理
北は北緑丘に、西は向丘に、南は少路ならびに緑丘に、東は緑丘とそれぞれ接する。

## 歴史
- 1975年（昭和50年）- 大字野畑・少路・内田より西緑丘一丁目～二丁目が成立。
- 1976年（昭和51年）- 西緑丘三丁目が成立。

## 校区
2024年（令和6年）5月現在、市立の小中学校に通う場合、校区は以下の通り。
| 町丁                        | 小学校       | 中学校       |
| --------------------------- | ------------ | ------------ |
| 西緑丘一丁目                | 少路小学校   | 第十一中学校 |
| 西緑丘二丁目                | 少路小学校   | 第十一中学校 |
| 西緑丘三丁目 （1番～9番）   | 少路小学校   | 第十一中学校 |
| 西緑丘三丁目 （10番～26番） | 北緑丘小学校 | 第十四中学校 |

## 事業所・従業員数
2021年（令和3年）実施の経済センサス活動調査によると、事業所・従業員数は以下の通り。
| 町丁         | 事業所数 | 従業員数 |
| ------------ | -------- | -------- |
| 西緑丘一丁目 | 23事業所 | 133人    |
| 西緑丘二丁目 | 13事業所 | 230人    |
| 西緑丘三丁目 | 68事業所 | 529人    |

## 世帯数・人口
2025年（令和7年）7月1日現在の丁目別人口は以下の通り。
| 町丁         | 世帯数  | 人口    |
| ------------ | ------- | ------- |
| 西緑丘一丁目 | 910世帯 | 1,873人 |
| 西緑丘二丁目 | 530世帯 | 1,375人 |
| 西緑丘三丁目 | 838世帯 | 1,952人 |

## 交通
阪急バスが乗り入れており、豊中駅、千里中央駅、柴原阪大前駅へ向かう千里営業所管轄のバス路線が通っている。なお、町域には鉄道は走っていない。最寄り駅は少路駅。

### 阪急バス
- 西緑丘停留所
- 野畑小学校前停留所

## 施設
- 在大阪ロシア連邦総領事館

### 公園
- 西緑丘新池公園
- 野畑東公園

### 教育機関
- 豊中市立少路小学校
- 豊中市立第十一中学校

### その他
- 豊中市新千里消防署桜井谷出張所